# Увеа (Волліс і Футуна)
Увеа (або Волліс — (фр. Wallis)) — острів у Тихому океані є частиною заморської громади Франції Волліс і Футуна. Розташований за 240 км від островів Футуна і Алофі і разом з іншими 22 островами становить групу Волліс.

## Географія
Увеа — полінезійський острів, розташований приблизно на половині шляху з Фіджі на Самоа. Острів витягнуть в меридіально напрямку (максимальна довжина близько 15 км). Площа острова — 77,9 км² . Увеа — низький вулканічний острів. Найвища точка — г. Лулу-Факахега (Lulu-Fakahega) висотою 151 м. Конуси кратерів вимерлих вулканів утворюють пагорби в центрі і на півдні острова (Лока, Афафа, Лулу Луо, Холо, Холога, Аталика та ін.). Північна частина острова являє собою рівнину, залиту древніми потоками лави. Крайні точки: північна — узбережжя біля села Ваїлала, східна — мис Тепако, південна — мис Фого’оне, західна — мис Ваха’ї’уту. Увеа оточений бар'єрним рифом, прорізаний чотирма проходами, через головний з яких, Хонікулу (Honikulu), на півдні, веде фарватер в порт Мата-Уту, адміністративний центр території. Найбільша ширина лагуни — 5 км. Протягом доби спостерігається два повних припливи і відпливи.

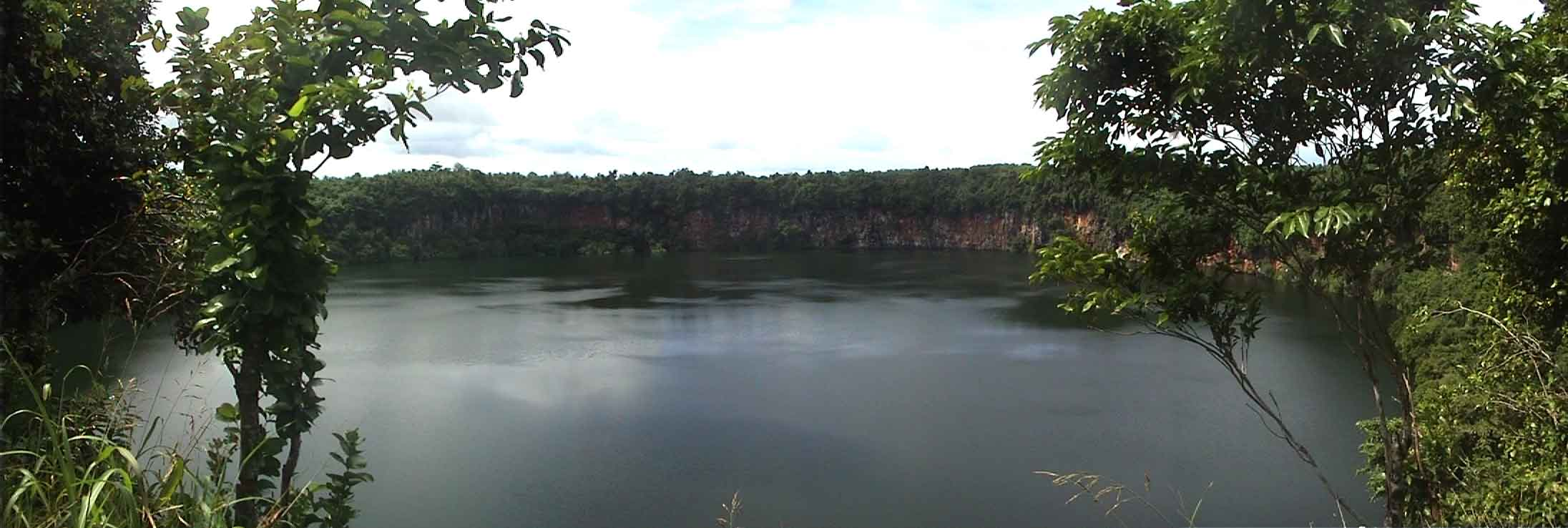
Озеро Лалолало

Увеа складний олівіновими базальтовими лавами і піроклазами (крім одного згаслого кратера і пов'язаних з ним лавових потоків, складених олігоклазовими андезитами ). Лави острова належать до групи лужних лав Центрально-Тихоокеанських вулканів . Вважається, що острів виник в середині плейстоцену (в результаті об'єднання потоків лави з 19 вулканічних кратерів).
Гідрографічна мережа на острові розвинена слабо. Є 7 великих за місцевими мірками озер (Лано (1,1 га), Лалолало (15,2 га), Ланумаха (0,8 га), Ланутаваке (4,6 га), Ланутулі (2,2 га), Кікіла, Алофіваї (1,3 га)). Всі вони, крім Ланутолі, прісні і заповнюють кратери вимерлих вулканів (крім Кікілія). Найбільше озеро — Кікіла (17,9 га ). Крім того, уздовж північного та східного узбережжя розташовано близько 20 солоних озер / боліт. Численні короткі струмки і джерела. Острів покритий червоними латеритними ґрунтами, багатими оксидом заліза та глиноземом, але бідними азотом і фосфором, а тому малородючими.

## Історія
Згідно етнографічним дослідженням 1988 року (знахідка кераміки культури лапіта на півдні о. Увеа) прийнято вважати, що острови були заселені між 1000 і 1500 рр. до н. е. (імовірно близько 1300 рр.). Можливо перша згадка цього острова є в переказах мешканців Раротонга (він включався в довгий список островів завойованих Таї-ті-Арікі, можлива дата події ок. 900 р. н.е.) Протягом всієї першої половини другого тисячоліття на Увеа панували тонганці. Тонганці створили своє королівство на Увеа 1500 р. Легендарне гігантське каное Ломіпеау було побудоване як данина вождю Тонга. Велике зміцнення Талієтуму розташоване недалеко від сучасного села  Мала’ефо’оу було останнім укріпленням тонгаців на острові перед їхньою поразкою. Його руїни зараз є пам'яткою.

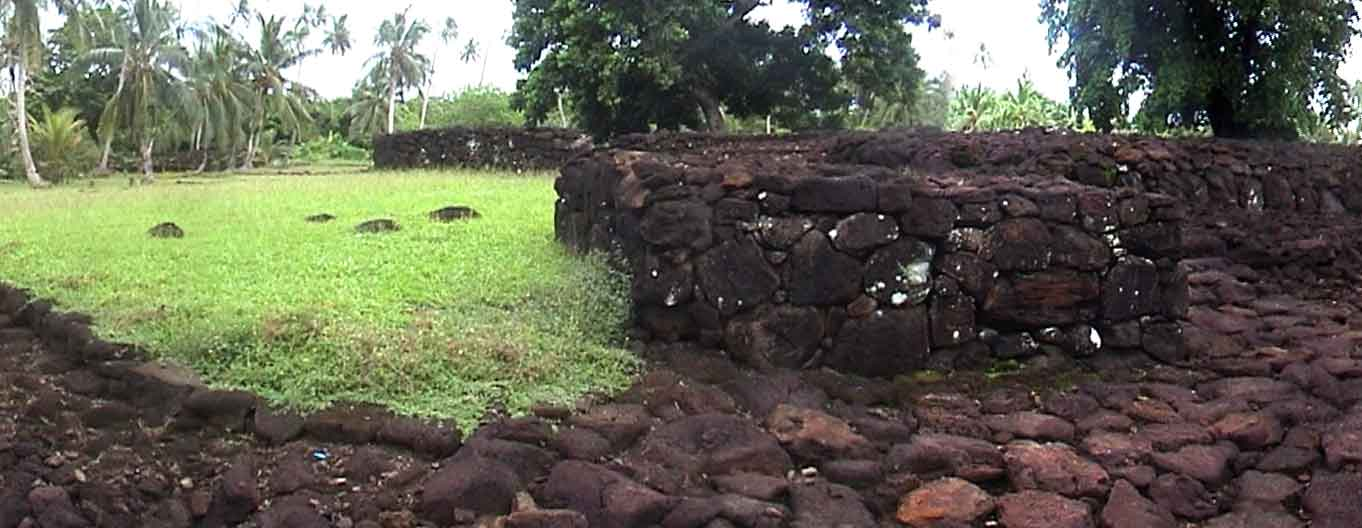
Руїни зміцнення Талієтуму

Острови Волліс були відкриті англійцем Самюелем Волліс (на честь нього острови та отримали свою назву), який 16 серпня 1767 року на судні  Dolphin  ставав на якір перед островом. 21 квітня 1781 року на острові Увеа зупинявся Франсіско Антоніо Морелль і назвав його островом Втіхи . В 1791 році сюди заходив англійський капітан «Пандори» Едвард Едвардс, який шукав бунтівний «Баунті» . Надалі на островах зрідка зупинялися різні суда до прибуття китобоїв у 1828 році.

## Населення
Згідно з переписом 2008 року на острові проживало 9227 осіб . Найбільшим населеним пунктом острова є Мата-Уту, де проживає  1124 особи. Всього на острові є 21 населений пункт. Велика частина населення представляє народ волліс (увеа). Основні мови — волліська (увеанська) і французька. Основна релігія — католицизм.

## Адміністративний поділ
Острів Увеа складається з одного округу Увеа, який в свою чергу ділиться на три райони:
| № | Район  | Назва французькою мовою | Площа, км² | Населення, чол. (2008) | Щільність, чол./км² | Адміністративний центр, чол. (2008) | Кількість сіл |
| - | ------ | ----------------------- | ---------- | ---------------------- | ------------------- | ----------------------------------- | ------------- |
| 1 | Хахаке | Hahake                  | 57         | 3748                   | 65,75               | Мата-Уту (1126)                     | 6             |
| 2 | Хіхіфо | Hihifo                  | 48         | 2197                   | 45,77               | Ваїтупу (503)                       | 5             |
| 3 | Муа    | Mua                     | 54         | 3262                   | 60,41               | Мала’ефо’оу (224)                   | 10            |
|   | Всього |                         | 159        | 9207                   | 57,91               |                                     | 21            |